# La Chambre de mariage
Pour plus de détails, voir Fiche technique et Distribution.
La Chambre de mariage (Kaşık Düşmanı) est un film dramatique turc réalisé et écrit par Bilge Olgaç, sorti en 1985.

## Synopsis
Un jour de mariage dans un village d'Anatolie, l'explosion d'une bouteille de gaz tue dans une maison toutes les femmes et les enfants qui s'y étaient réunis. Les hommes sont alors confrontés aux tâches du quotidien. Osman, le marié qui a perdu son épouse, rejette l'amour d'Elif, la seule femme rescapée, qui a perdu la raison. Il témoigne à la télévision de la catastrophe et touche Ulrike, une femme allemande qui se rend dans le village.

## Fiche technique
- Titre original : Kaşık Düşmanı
- Réalisation : Bilge Olgaç
- Scénario : Bilge Olgaç
- Musique : Mutlu Torun
- Photographie : Ümit Gülsoy
- Montage : Bilge Olgaç
- Production : Mustafa Özbey
- Sociétés de production : Tek Film
- Pays de production :  Turquie
- Format : Couleurs - 35 mm
- Genre : Drame
- Durée : 94 minutes[1]
- Date de sortie : France : 10 janvier 1987[2]

## Distribution
- Perihan Savaş : Deli Elif
- Halil Ergün : Osman
- Mesut Engin : Gazeteci Bora
- Nuran Aksoy : Kiz Annesi
- Muhlis Asan : Köylü
- Ismet Ay : Hüseyin Emmi

## Récompenses
- Festival international de films de femmes de Créteil  : Grand Prix du Jury – Meilleur long métrage de fiction[3]